# خشخاش سوري
خشخاش سوري (الاسم العلمي: Papaver syriacum) هي نوع نباتي يتبع جنس الخشخاش من الفصيلة الخشخاشية.  